# طقوس الطهارة

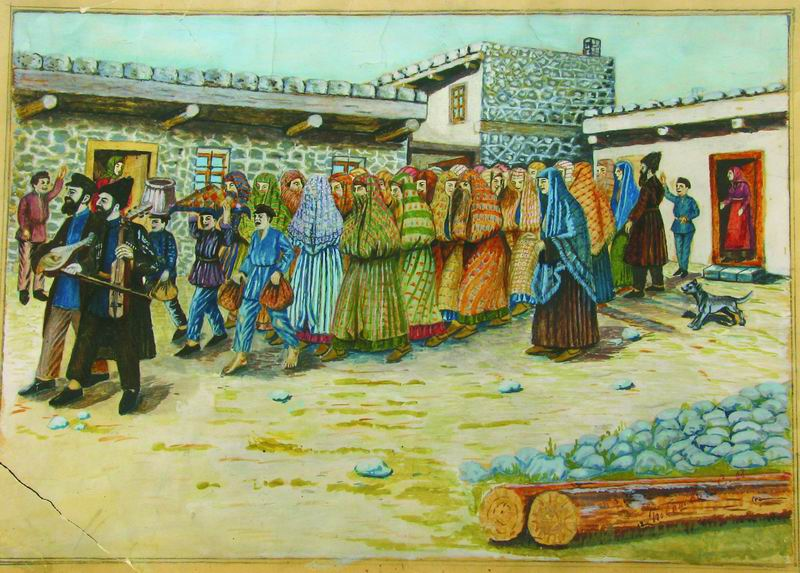
أخذ العروس إلى الحمام، شالوم كوبوشفيلي، 1939.

طقوس الطهارة (بالإنجليزية: Ritual purification)‏ هي طقوس يفرضها الدين والتي من خلالها يعتبر الشخص متحررًا من النجاسة، خاصة قبل عبادة الإله، والطهارة الطقسية هي حالة من طقوس النظافة. قد تنطبق طقوس التطهير أيضًا على الأشياء والأماكن. النجاسة الطقسية ليست متطابقة مع النجاسة الجسدية العادية، مثل بقع الأوساخ؛ ومع ذلك، تعتبر سوائل الجسم بشكل عام نجسة من الناحية الطقسية.
معظم هذه الطقوس كانت موجودة قبل فترة طويلة من ظهور نظرية جرثومة المرض، وتظهر بشكل بارز في أقدم الأنظمة الدينية المعروفة في الشرق الأدنى القديم. يربط بعض الكتاب الطقوس بالمحرمات.

## البهائية
في العقيدة البهائية، يجب الوضوء (غسل اليدين والوجه) قبل تلاوة الصلوات المفروضة، وكذلك قبل تلاوة الاسم الأعظم 95 مرة. حضرة بهاء الله، مؤسس الدين البهائي، وصف الوضوء في كتاب شرائعه، الكتاب الأقدس.

## البوذية
في البوذية اليابانية، يتم توفير حوض يسمى تسوكوباي في المعابد البوذية للوضوء. كما أنها تستخدم لحفل الشاي. هذا النوع من طقوس التطهير هو المعتاد للضيوف الذين يحضرون حفل شاي أو يزورون أراضي المعبد البوذي. الضيوف الذين يحضرون حفل الشاي يجلسون ويغسلون أيديهم في تسوكوباي الموجود في حديقة الشاي قبل دخول غرفة الشاي.

## المسيحية
يحتوي الكتاب المقدس على العديد من طقوس التطهير المتعلقة بالحيض والولادة والعلاقات الجنسية والقذف الليلي والسوائل الجسدية غير العادية والأمراض الجلدية والموت والتضحيات الحيوانية. الكنائس الأرثوذكسية الشرقية مثل القبطية الأرثوذكسية، الأرثوذكسية الإثيوبية، الأرثوذكسية الإريترية، تركز بشدة على تعاليم العهد القديم، ويلتزم أتباعها بممارسات معينة مثل مراقبة أيام التطهير الطقسي. وقبل الصلاة يغسلون أيديهم ووجوههم ليكونوا نظيفين قبل ذلك ويقدمون أفضل ما لديهم لله.